# Anacolia
Genre
Anacolia est un genre de mousse de la famille des Bartramiaceae. 

## Liste d'espèces
Selon ITIS:
- Anacolia menziesii var. baueri (Hampe) Flow.
- Anacolia menziesii var. menziesii (Turn.) Par.
- Anacolia laevisphaera (Tayl.) Flow.
- Anacolia menziesii (Turn.) Par.
- Anacolia webbii (Montagne) W. P. Schimper